# Санта-Крус-де-Монкайо
Санта-Крус-де-Монкайо (ісп. Santa Cruz de Moncayo) — муніципалітет в Іспанії, у складі автономної спільноти Арагон, у провінції Сарагоса. Населення — 126 осіб (2010).
Муніципалітет розташований на відстані близько 230 км на північний схід від Мадрида, 75 км на захід від Сарагоси.

## Демографія
Динаміка населення (INE ):